# 西北印第安战争
西北印第安战争（1785年-1795年），也称俄亥俄战争、小海龟战争，是美国与由大不列颠王国支持的原住民部落联盟爆发的冲突，目的是争夺西北領地控制权。

## 战争背景
1783年9月3日，美英两国在巴黎签订《巴黎和约》，标志美国独立战争结束。英国承认美国独立，西至密西西比河的领地归美国所有，并将佛罗里达割让给西班牙。但英国在美国西北部的军事堡垒并未拆除，还为当地的原住民部落联盟提供武器，希望借此在美国和加拿大之间留出一片中立地带。这些原住民部落没有参与《巴黎和约》，因此其领袖，如小海龟（Little Turtle）、布鲁·杰基特（Blue Jacket）等拒绝承认美国对俄亥俄河西北部领地的主权。

## 战争经过
1790年下半年，乔赛亚·哈马尔准将带领部队从华盛顿堡（辛辛那提）向北进发。这支部队由320名正规军和来自肯塔基州和宾夕法尼亚州的1000名民兵组成。1790年10月18日和22日，哈马尔的部队在今印第安纳州韦恩堡附近先后遭遇两次惨败。美国国会随后任命西北地区长官亚瑟·圣克莱尔为少将，组建一支2000人的队伍（包括2个300人的正规军团、800名征兵和600名民兵）。1791年9月，圣克莱尔的部队从华盛顿堡向北进发，一路修建道路和堡垒。1791年11月3-4日夜，约1000名印第安人在瓦巴什河源头附近包围了圣克莱尔的部队，圣克莱尔惨败，阵亡637人，受伤263人，撤回华盛顿要塞。
1792 年，美国国会将正规军的核定兵力增加了一倍，并任命安东尼-韦恩接替圣克莱尔。韦恩少将于 1792 年 6 月在匹兹堡附近与部队会合，并将部队重组为一个由四个分军团组成的 “军团”，每个分军团都是一个 “战斗队”，由两个步兵营、一个步枪营、一队骑兵和一个炮兵连组成。经过强化训练后，军团于 1793 年春迁往华盛顿堡，并在那里加入了一支由步枪骑兵组成的肯塔基军团。
1793 年 10 月初，在和平谈判失败后，韦恩的部队沿着圣克莱尔的路线向迈阿密要塞（位于托莱多现址的英国新哨所）缓慢推进。他们沿途修建了防御工事，并在格林维尔过冬。1794 年春，亚历山大-吉布森上尉率领一支 150 人的分遣队被派往圣克莱尔战败的地方，在那里修建了复兴堡。6 月底，1000 多名战士对该要塞进行了长达 10 天的攻击，印第安人被迫撤退。7月，韦恩率领一支约3000人的部队向前推进，其中包括来自肯塔基州的1400名征兵，在格莱兹河和毛米河交汇处暂停修建迪菲斯堡，并于8月15日重新开始追击印第安人。1794年8月20日，在福伦廷伯斯地区，印第安人在两小时的战斗中被彻底击败。
1794年，英美两国签订《杰伊条约》，英国撤除在美国境内的军事堡垒，包括6个五大湖地区的军事堡垒和2个尚普兰湖地区的军事堡垒。
1795年8月3日，美国和西北地区的印第安原住民部落签订《格林维尔条约》，原住民部落承认美国对俄亥俄州南部和东部的土地享有主权。《格林维尔条约》的签订为美国迅速向西北扩张开辟了道路。

## 延伸阅读
- Fernandes, Melanie L. (2016) ""Under the auspices of peace": The Northwest Indian War and its Impact on the Early American Republic," （页面存档备份，存于） The Gettysburg Historical Journal: Vol. 15, Article 8. Available at: http://cupola.gettysburg.edu/ghj/vol15/iss1/8 （页面存档备份，存于）
- Jennings, Francis. . New York: Norton. 1993.
- Skaggs, David Curtis; Nelson, Larry L. (编). . East Lansing: Michigan State University Press. 2001. ISBN 0-87013-569-4.
- Sugden, John. . Lincoln and London: University of Nebraska Press. 2000.
- White, Richard. . Cambridge University Press. 1991.

## 外部連結
- Bibliography of The Continental Army Operations against the Indians（页面存档备份，存于） compiled by the United States Army Center of Military History